# Новіни (гміна Насельськ)
Новіни (пол. Nowiny) — село в Польщі, у гміні Насельськ Новодворського повіту Мазовецького воєводства.
Населення — 43 особи (2011).
У 1975-1998 роках село належало до Цехановського воєводства.

## Демографія
Демографічна структура станом на 31 березня 2011 року:
|          | Загалом | Допрацездатний вік | Працездатний вік | Постпрацездатний вік |
| -------- | ------- | ------------------ | ---------------- | -------------------- |
| Чоловіки | 23      | 6                  | 16               | 1                    |
| Жінки    | 20      | 5                  | 12               | 3                    |
| Разом    | 43      | 11                 | 28               | 4                    |